# Cristian Cirici i Alomar
Cristian Cirici Alomar (Barcelona, 1941) és un arquitecte català.
Estudià a l'Escola Tècnica Superior d'Arquitectura de Barcelona. Començà la seva activitat professional treballant a l'estudi dels arquitectes Federico Correa i Alfonso Milà i posteriorment al despatx d'arquitectes James Cubitt and Partners de Londres. Va ser un dels membres fundadors de l'Studio Per el 1964. Més endavant va fundar, juntament amb Pep Bonet Bertran, Òscar Tusquets i Lluís Clotet, BD Ediciones de diseño.
El 1988 inicia equip professional amb Carlos Bassó. Professor de projectes a la Facultat d'Arquitectura de Barcelona entre el 1975 i el 1978 i a l'Escola Eina. També ha impartit classes a les universitats de Washington; Missouri i de Nou Mèxic als Estats Units. Ha rebut nombrosos premis, dels quals cal destacar el Premio Nacional de Restauración el 1980. Ha estat director de la comissió de cultura del Col·legi d'Arquitectes de Catalunya i Balears (1974-1977) i president de l'ADI/FAD (1980-1982). Entre els seus dissenys cal esmentar la taula Sevilla (1976), realitzada amb la col·laboració de Pep Bonet, la taula Papylion (1988) o la paperera Urbana (1993).